# Fabian von Fersen

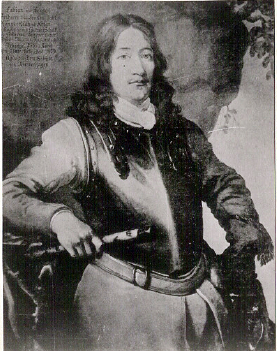
Fabian von Fersen

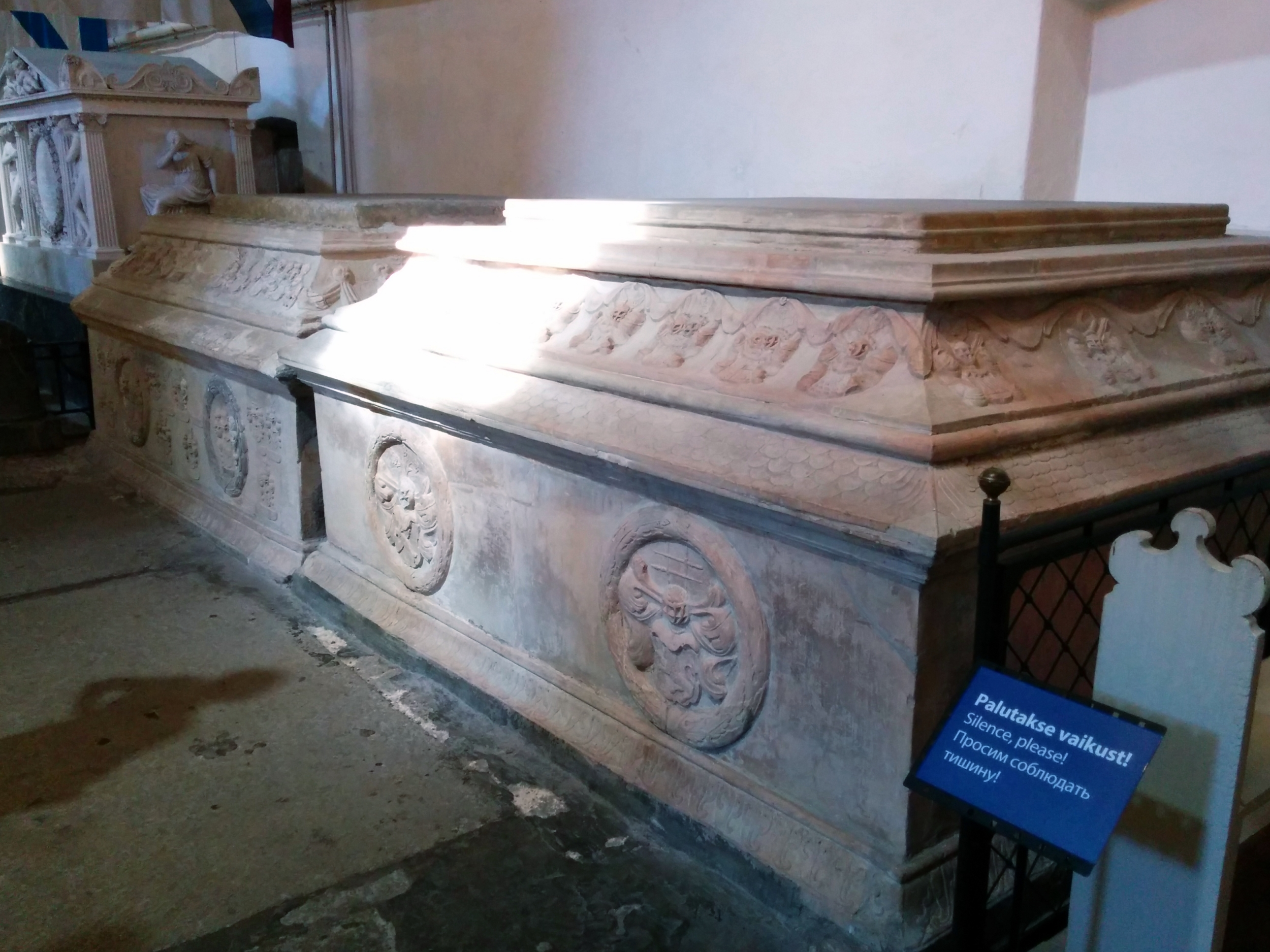
Fabian von Fersens Grabmonument im Dom zu Reval, gefertigt von Johann Gustav Stockenberg

Fabian von Fersen (* 7. Februar 1626 in Reval; † 30. Juli 1677 in Malmö) war ein schwedischer Feldmarschall und Generalgouverneur in Schonen, Halland und Blekinge.

## Leben
Fersen entstammte dem deutsch-baltischen Adelsgeschlecht von Fersen. Seine Eltern waren der estländische Landrat und Erbherr auf Abio, Laupa Loal und Jendel Reinhold Fabian von Fersen (1594–1649) und dessen Gemahlin Dorothea, geborene von Wrangell (1590–1652).
Seine Laufbahn begann 1643 als königlich schwedischer Hofjunker. 1644 meldete er sich als Freiwilliger bei der schwedischen Marine, nahm am Torstenssonkrieg und am Dreißigjährigen Krieg teil und avancierte bis in den Rang eines Oberstleutnants.
Gemeinsam mit seinem Vetter Otto Wilhelm von Fersen kämpfte er im Zweiten Nordischen Krieg auf schwedischer Seite gegen Dänemark und Polen. 1657 wurde er zum Kommandanten von Krakau ernannt, wo er sich im selben Jahr auch mit Sabina Elisabeth von Westernhagen vermählte. Sie war zuvor in erster Ehe mit Christian von Brettlach und im Anschluss in dritter Ehe mit Graf Fabian von Wrangel vermählt.
Bei der Erstürmung von Kronborg im Jahre 1658 unter Carl Gustav Wrangel wurde Fersen verwundet. Im Jahr darauf stieg er zum 1659 zum Generalmajor der Infanterie auf und wurde zum Oberkommandanten in Stralsund ernannt.
Bei der Belagerung von Kopenhagen 1659 hatte er sich besonders hervorgetan. Seine Mannschaften waren die einzigen unter den Schweden, welche die Stadtmauern überwanden. Nach seiner Ablösung als Kommandant in Stralsund im Jahre 1662 wurde er 1663 Gouverneur von Livland und Riga. Erneut gemeinsam mit seinem Vetter wurde er 1674 als Freiherr von Cronendahl in den schwedischen Freiherrnstand gehoben und schließlich als der erste der beiden 1675 zum Feldmarschall ernannt. 1676 wurde er Generalgouverneur in Schonen, Halland und Blekinge.
Er starb 1677 in Malmö und wurde im Dom zu Reval bestattet.